# Stamford (Connecticut)
Stamford ist eine Stadt im Fairfield County im US-Bundesstaat Connecticut mit 135.470 Einwohnern (Volkszählung 2020, U.S. Census Bureau).
Das Stadtgebiet hat eine Größe von 134,9 km².

## Geschichte
Stamford wurde 1641 von englischen Presbyterianern unter dem Pfarrer Richard Denton gegründet. 1893 wurde Stamford zur Stadt erhoben.

## Verkehr
Stamford hat Anbindung an die Interstate 95 und wird durch die zwei Eisenbahnlinien Amtrak und Metro North versorgt. Ein gutes Netz an Überland-Bussen stellt die Verbindungen zu Darien, Norwalk, Greenwich und Port Chester her.

## Universitäten
- University of Connecticut
- University of Bridgeport
- Sacred Heart University

## Industrie und Wirtschaft
Folgende Unternehmen haben in Stamford ihren Hauptsitz: 
- Charter Communications
- Crane Co.
- Gartner Group
- Gen Re
- Harman International Industries
- IDW Media Holdings
- Pitney Bowes
- Purdue Pharma
- Silgan Holdings
- Tronox
- United Rentals
- World Wrestling Entertainment

Die Firma S.A.C. Capital hat zwar ihre Hauptverwaltung in Stamford, ihr offizieller Hauptsitz ist aber das Steuerparadies Anguilla.

## Bevölkerungsentwicklung
- 1756 – 2768
- 1774 – 3563
- 1782 – 3834
- 1800 – 4352
- 1810 – 4440
- 1820 – 3284
- 1830 – 3707
- 1840 – 3516
- 1850 – 5000
- 1860 – 7185
- 1870 – 9714
- 1880 – 11.297
- 1890 – 15.700
- 1900 – 18.839
- 1910 – 28.836
- 1920 – 40.067
- 1930 – 56.765
- 1940 – 61.215
- 1950 – 74.293
- 1960 – 92.713
- 1970 – 108.798
- 1980 – 102.453
- 1990 – 108.056
- 2000 – 117.083
- 2010 – 122.643
- 2020 – 135.470

## Partnerstädte
- Sparta, Griechenland

## Söhne und Töchter der Stadt
- John Davenport (1752–1830), Rechtsanwalt, Offizier und Politiker (Föderalistische Partei)
- James Davenport (1758–1797), Jurist und Politiker (Föderalistische Partei)
- William T. Minor (1815–1889), Politiker und Gouverneur des US-Bundesstaates Connecticut
- Theodore Low De Vinne (1828–1914), Unternehmer, Drucker, Typograph und Bibliophiler
- James Leonard Corning (1855–1923), Neurologe
- Charles Davenport (1866–1944), Biologe und Eugeniker
- Homer S. Cummings (1870–1956), Politiker (Demokratische Partei)
- Glen MacDonough (1870–1924), Autor, Liedtexter und Librettist
- Benton MacKaye (1879–1975), Forstwissenschaftler
- Edgar Leslie (1885–1976), Songwriter
- Lois Long (1901–1974), Kolumnistin
- Henry T. Rowell (1904–1974), Klassischer Philologe und Althistoriker
- Walter Kennedy (1912–1977), zweiter Commissioner der National Basketball Association
- Peter H. Dominick (1915–1981), Politiker
- Louise Platt (1915–2003), Schauspielerin
- Ruth Hughes Aarons (1918–1980), Tischtennisweltmeisterin von 1936 und 1937
- Harry Harrison (1925–2012), Science-Fiction-Schriftsteller
- John Hawkes (1925–1998), Schriftsteller
- Andy Robustelli (1925–2011), American-Football-Spieler
- Chuck Arnold (1926–1997), Autorennfahrer
- Herbert Martin (1926–2019), Liedtexter
- John Monjo (* 1931), Diplomat
- Christopher Lloyd (* 1938), Schauspieler
- Joseph Lieberman (1942–2024), US-Senator
- Christopher Shays (* 1945), Politiker
- Michael Cuscuna (1948–2024), Jazz-Produzent
- Ann C. Crispin (1950–2013), Science-Fiction- und Fantasy-Autorin
- Willy DeVille (1950–2009), Musiker
- Melvin Dixon (1950–1992), Schriftsteller und Übersetzer
- Treat Williams (1951–2023), Schauspieler und Kinderbuchautor
- Christopher Buckley (* 1952), Autor
- Dan Malloy (* 1955), Politiker
- Robert Lombardo (* 1957), römisch-katholischer Ordensgeistlicher und Weihbischof in Chicago
- Jim Curran (* 1958), Skilangläufer
- Kim Greist (* 1958), Schauspielerin
- Jeph Loeb (* 1958), Drehbuch- und Comicautor und Produzent
- Martha E. Pollack (* 1958), Informatikerin
- Adam Liptak (* 1960), Jurist und Journalist
- Joy S. Reidenberg (* 1961), Anatomin
- Peterson Toscano (* 1965), Lehrer, Theaterautor und Schauspieler
- Dave Abbruzzese (* 1968), Schlagzeuger
- Andrew Cozzens (* 1968), römisch-katholischer Geistlicher, Bischof von Crookston
- Henry Simmons (* 1970), Schauspieler
- Kristin Baker (* 1975), Malerin
- Chip Knight (* 1975), Skirennläufer
- Jen Psaki (* 1978), Pressesprecherin
- Adam Hall (* 1980), Basketballspieler
- Karan Mahajan (* 1984), Schriftsteller, Essayist und Literaturkritiker
- Daniel Weinman (* 1988), Pokerspieler
- Candace Owens (* 1989), rechtskonservative Aktivistin und politische Kommentatorin
- Nghtmre (* 1990), Musiker und DJ
- Zach Tyler Eisen (* 1993), Schauspieler
- Spencer Lovejoy (* 1998), Squashspieler
- Eliot Spizzirri (* 2001), Tennisspieler